# Elastikreifen
Als Elastikreifen oder Elastikbereifung bezeichnete man die vollständig aus Gummi oder anderen elastischen Kunststoffen bestehenden Reifen für Landfahrzeuge (heute oftmals: „Vollgummireifen“) vor der Einführung von (außen aus demselben Werkstoff gefertigten, aber statt mit einem festen Material mit unter Druck stehender Luft oder einem anderen Gas(gemisch) gefüllten) Luftreifen (vgl. Pneus).

Von der heute üblichen Vollgummibereifung unterschieden sich Elastikreifen damals einzig durch ihre spezielle Profilierung.
Bis Mitte der 1920er Jahre hielt sich die Elastikbereifung aufgrund ihres geringeren Rollwiderstandes erfolgreich im Wettbewerb mit den damals noch sehr anfälligen Luftreifen. Die kontinuierliche Weiterentwicklung Letzterer verdrängte die Elastikreifen allerdings in Nischen.
Heute sind Vollgummireifen insbesondere im Modellbau sowie großtechnisch auf Sonderfahrzeugen des innerbetrieblichen Werkverkehrs, wie Flurfördergeräten (z. B. Gabelstaplern) oder Schwertransportfahrzeugen, im Einsatz.